# Hamodes aurantiaca
Hamodes aurantiaca är en fjärilsart som beskrevs av Achille Guenée 1852. Hamodes aurantiaca ingår i släktet Hamodes och familjen nattflyn. Inga underarter finns listade i Catalogue of Life.